# Hypsopanchax catenatus
Hypsopanchax catenatus är en fiskart som beskrevs av Radda, 1981. Hypsopanchax catenatus ingår i släktet Hypsopanchax och familjen Poeciliidae. IUCN kategoriserar arten globalt som otillräckligt studerad. Inga underarter finns listade i Catalogue of Life.